# Mariateguismo

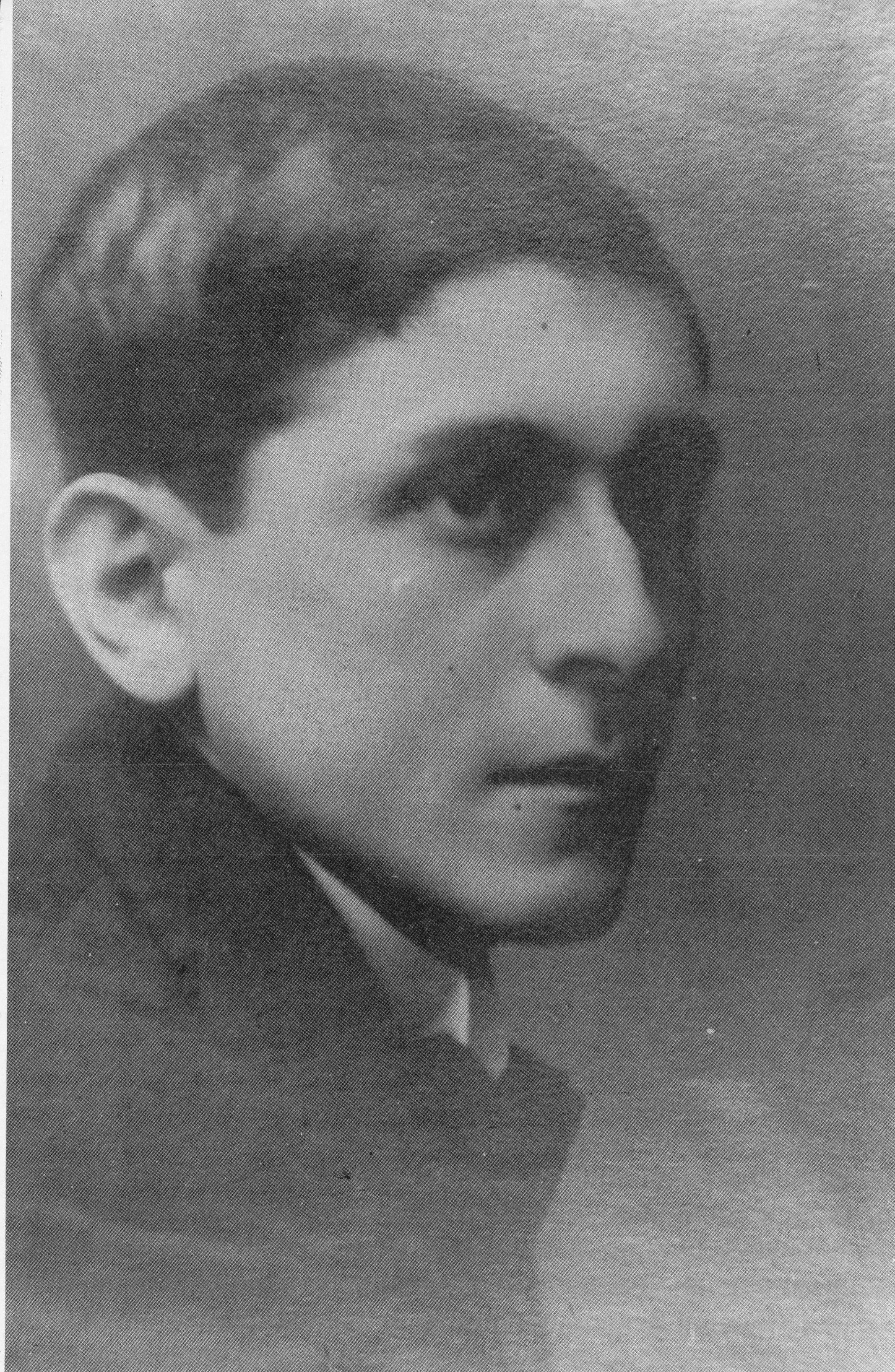
José Carlos Mariátegui.

El mariateguismo es un concepto utilizado para definir el desarrollo del marxismo-leninismo e indigenismo en el Perú y toda América Latina. Fue la ideología dominante en el Partido Unificado Mariateguista desde su fundación en 1984 hasta su disolución en 1996.
José Carlos Mariátegui expuso sus ideas sobre el socialismo en su obra de 1928 Siete Ensayos de Interpretación de la Realidad Peruana, en donde deja en claro las bases ideológicas que, a su visión, el marxismo latinoamericano debe tomar, teniendo especial énfasis en el cuidado del hombre andino, que se encontraba en un choque cultural entre la tradición inca y el colonialismo hispano desde la fundación de las Repúblicas criollas. Para Mariátegui era necesario revivir el pensamiento ancestral andino, antes que apegarse al estilo marxista proveniente de Europa.
El mariateguismo nació como una escisión del propio Mariátegui del aprismo de Haya de la Torre, así como inspiración para doctrinas posteriores, como el etnocacerismo de Antauro Humala y el pensamiento Gonzalo del Partido Comunista del Perú-Sendero Luminoso. El mariateguismo también se hizo presente en movimientos indigenistas fuera del Perú, como el Movimiento Al Socialismo del presidente boliviano Evo Morales.

## Descripción

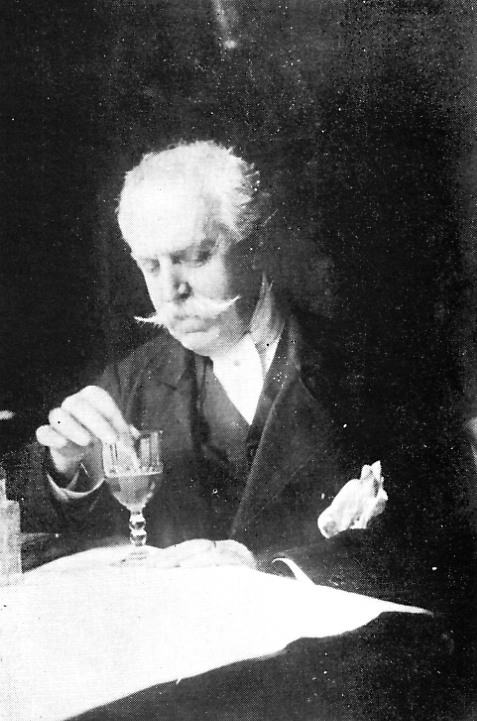
Manuel Gonzáles Prada, una de las inspiraciones ideológicas de Mariátegui.

El mariateguismo expresa que la identidad peruana se desarrolló a espaldas de la tradición del indígena, que la República peruana era una continuación del Virreinato español, con su sistema de castas aun existente, donde el indígena no era visto como ser humano:

Los indígenas deben ser vistos como hombres concretos que son como todo los hombres, con una etnia, una cultura, una concepción del mundo de la que hay que partir para relacionarnos con otras etnias, culturas y concepciones del mundo, tratando de comprender y hacerse comprender, lo cual no es posible si en lugar de incorporar al indígena a la nación, se lo margina en una supuesta y falsa defensa de su identidad... Problema social, humano, es el de la reivindicación del hombre llamado indio, como lo es la del negro africano, el amarillo asiático y todos los hombres diversos entre sí; siempre distintos y por serlo, iguales,
semejantes, estos es, hombres.

Entre las inspiraciones directa de José Carlos Mariátegui estaba César Vallejo, Karl Marx y Manuel Gonzales Prada. Aunque de pensamiento original marxista, el mariateguismo llegó a tener rencillas con la Internacional Comunista, lo que provocó que luego de la muerte de Mariátegui, el mariateguismo original del Partido Socialista Peruano se vuelva marginal hasta que prácticamente se esfume cuando se convierte en el Partido Comunista Peruano de una línea comunista más apegado a la izquierda europea estándar. Así lo informa Jorge del Prado Chávez quien dijo que el pensamiento original del mariateguismo era peruanizar al socialismo, y no que el socialismo peruano terminará por sovietizarse.

## Fundamentos

### Humanismo
Para Mariátegui, el marxismo y humanismo para con el indígena van de la mano, permitiendo al hombre de los Andes poder influir en la cultura, sociedad y economía del país. Ante la crítica de sectores del marxismo ortodoxo, Mariátegui se justificó afirmando que «el marxismo, en cada país, en cada pueblo, opera y acciona sobre el ambiente, sobre el medio, sin descuidar ninguna de sus modalidades». Aun así, los mariateguistas hacen hincapié en que el humanismo entendido por Mariátegui no debe ser confundido con filantropía, si no en la búsqueda del hombre nuevo.

### Tradición
Según el mariateguismo, el liberalismo occidental era contrario a las tradiciones provenientes del Tahuantinsuyo, en su lugar, veía al socialismo como la continuación directa de la doctrina inca, por tener influencia en las cuestiones agrarias y de religiosidad peruana.
Tenían una posición en contra de la idea de Hegel de que la historia da sentido a los hombres, si no que son los hombres los que le dan sentido a las historias; dejando a un lado la visión meramente economicista del marxismo, para incluir una visión antropológica y de la tradición andina.

### Integración
El mariateguismo llama a la integración total para acabar con la marginación capitalista, Mariátegui hace referencia a «el marginado social, étnico y sexual» para referirse tanto a los habitantes de los países latinoamericanos en general como a la mujer en particular para que tomen una postura más activa en la revolución.

## Interpretaciones posteriores

### Pensamiento Gonzalo
Luego de la muerte de Mariátegui, el Partido Comunista del Perú-Sendero Luminoso, bajo el liderazgo de Abimael Guzmán, justificó el inicio de su accionar violento entre 1980-2000 en el pensamiento de Mariátegui por sus palabras: «"no hay revolución mesurada, equilibrada, blanda, serena, plácida. Toda revolución tiene sus horrores». Lo cual fue criticado por algunos mariateguistas porque, según ellos, si bien Mariátegui defendía el uso de violencia en ciertas acciones, esto no era en sí el proyecto revolucionario, más bien era la defensa de la revolución contra los intentos de represión llevados a cabo por el Estado. La visión inicialmente mariateguista de PCP-SL fue mutando a una visión dogmática y sectaria, lo cual fue criticado por Izquierda Unida.

### Etnocacerismo
En sectores de las Fuerzas Armadas del Perú, luego del Gobierno Revolucionario de la Fuerza Armada, la idea mariateguista de la figura del indio como hombre nuevo, calo fuertemente, mezclándose con posiciones nacionalistas y militaristas, la personificación de esa doctrina fue el etnocacerismo de Antauro Humala, llegando a un nacionalismo étnico donde se busca la reconstrucción del Tahuantinsuyo como un Estado-nación que tenga de base al hombre andino.

## Crítica
El mariateguismo es muy criticado por el político y nieto mismo de Mariátegui,  Aldo Mariátegui mediante su obra El Octavo Ensayo. Dado que para algunos, utiliza sus escritos como medio para  sustentar su ideología fascista y racista, redactado para las redes sociales y promover su audiencia en la televisión. Su obra, más bien rústica en su construcción   tribalista las ideas planteadas por el mariateguismo por la romantización de la cultura indígena, sin contar el reaccionarismo propio de los pueblos amerindios, también le crítica su poco conocimiento pragmático de las costumbres andinas, debido a la imposibilidad de Mariátegui de conocerla por su anquilosis. También duda de la idea de que en la división agraria del Tahuantinsuyo existiera un proto-socialismo, argumentando que el campesinado precolombino se regía por un déspota, que en este caso era el emperador inca.
Aldo Mariátegui también crítica que la izquierda de Sendero Luminoso se haya adueñado del mariateguismo, al expresar que el maoísmo y el mariateguismo tienen sus diferencias por cuestiones del periodo histórico y la realidad tanto de la China de Mao Zedong como del Perú en los años 1930. En su obra el nieto de Mariátegui, mediante la investigación de la obra de su abuelo, afirma que José Carlos jamás dijo la frase "por el sendero Luminoso", que los grupos terroristas de izquierda enarbolaron durante la época del terrorismo de 1980-2000.